# Victoria's Secret
«Victoria's Secret» (укр. Таємниця Вікторії, Вікто́ріас Сі́крет) — компанія з продажу жіночої білизни. Заснована 1977 року. Базується в Колумбусі, штат Огайо, США.

## Історія
Одного разу Рой Реймонд, випускник Стенфордського університету зі ступенем MBA, вирішив зробити своїй дружині подарунок і вирушив до магазину в пошуках красивої жіночої білизни. Опинившись в магазині жіночої білизни він розгубився в «потойбічному» світі жіночого приладдя. Він довго блукав серед стелажів з продукцією всіляких розмірів, кольорів і стилів. Продавці, навчені обслуговувати жінок, не змогли допомогти йому зробити покупку. Так Рой і пішов з порожніми руками, але з революційною ідеєю.

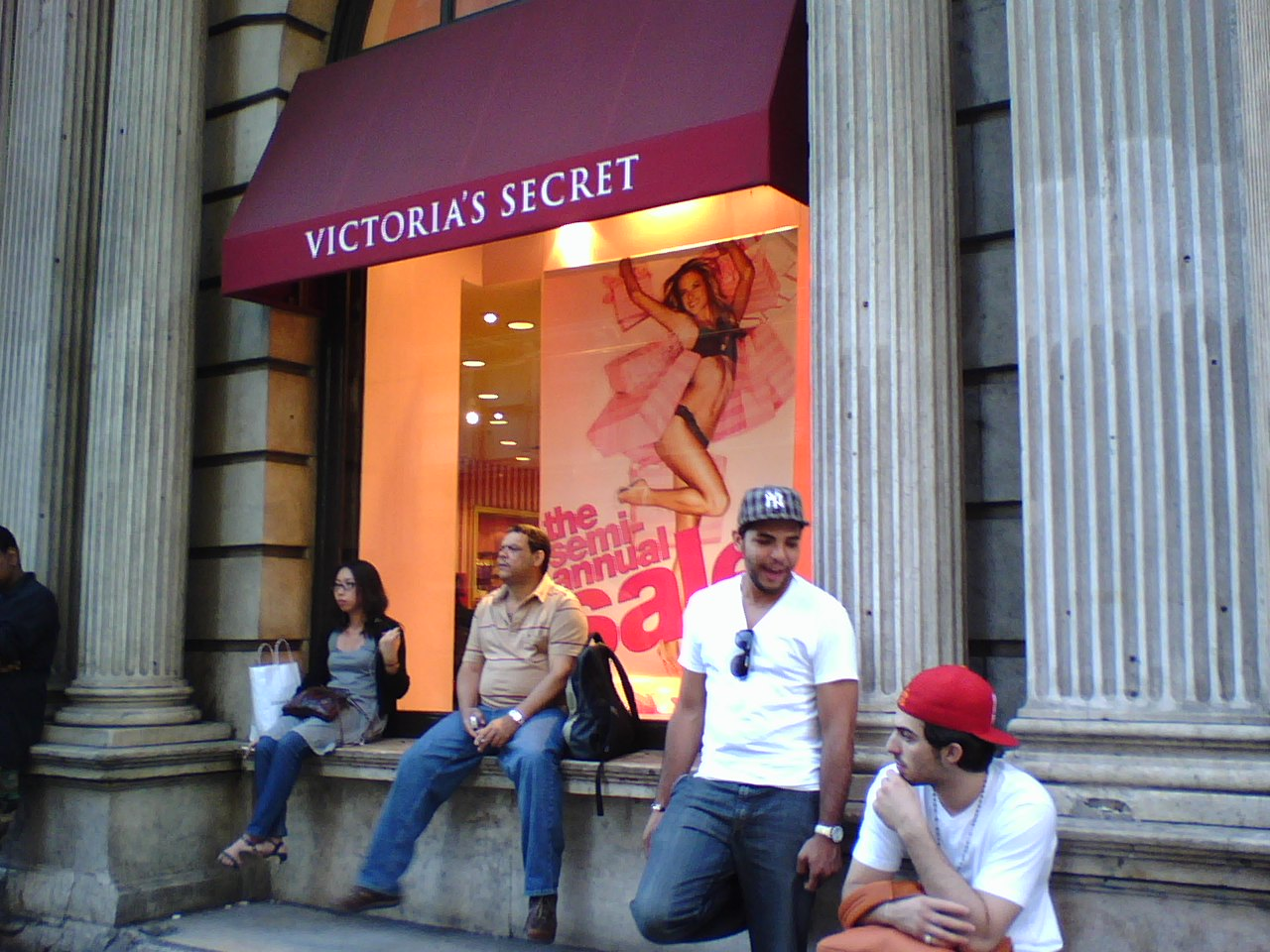
Один з магазинів Victoria's Secret

У 1977 році в передмісті Сан-Франциско Реймонд починає реалізацію своєї ідеї. Він відкриває свій перший магазин — «Victoria's Secret», позиційований як новий тип магазинів жіночої білизни. Магазин поєднував в собі європейську елегантність з доброзичливою обстановкою, в якій навіть чоловіки почувалися комфортно.
Магазин був названий на честь королеви Вікторії, а також пов'язаної з нею Вікторіанської епохи. А «секрет» — це те, що приховано під одягом.
Проєкт Реймонда відтоді виріс, зробивши справжній переворот в самому підході до продажів спідньої білизни у світі.
До 1982 року Реймонд відкрив шість магазинів і запустив невелику програму з реалізації білизни через каталоги. Однак, відчуваючи фінансові труднощі, продав Victoria's Secret Леслі Векснеру, власнику роздрібної мережі магазинів жіночого одягу The Limited, за 4 млн доларів.
Саме Векснер згодом зробив цей бренд одним з провідних на ринку. Він побачив реальний шанс зробити модним і приємним для ока навіть те, що, як правило, приховано під одягом.
Для посилення сприйняття бренду як суто європейського, в каталогах вказувалося, що основний офіс компанії знаходиться в Лондоні, хоча насправді він перебував в Огайо.
Victoria's Secret проводить постійні шоу, покази новинок з залученням супермоделей. Новинки випускаються кожен сезон. Онлайн показ новинок від Victoria's Secret в 1999 році став одним з хітів Інтернету. Щоб підтримувати зростання продажів у своїх магазинах компанія планує продавати найпопулярніші в каталогах моделі у всіх своїх магазинах. Каталоги, що виходять тиражем близько 365 мільйонів екземплярів, приносять третину всіх доходів компанії.

## Янголи Victoria's Secret
«Янголи» Victoria's Secret — найвідоміші моделі, що представляють продукцію компанії. Дебют янголів відбувся під час четвертого щорічного показу в 1998 році. Першими янголами стали Ребекка Ромейн, Ясмін Гаурі, Тайра Бенкс, Хелена Крістенсен, Карен Мюлдер, Стефані Сеймур та Даніела Пестова. Моделей називають «янголами» завдяки тому, що під час щорічного показу вони традиційно виходять на подіум з різноманітними крилами за плечима, схожими на крила метеликів, янголів, птахів та фей.
У команду «янголів» 2008 року увійшли Хайді Клум, Адріана Ліма, Алессандра Амбросіо, Селіта Ібенкс, Даутцен Крус, Міранда Керр, Маріса Міллер та Кароліна Куркова. У число найвідоміших янголів колись входили Жизель Бюндхен, Стефані Сеймур, Летиція Каста, Ана Беатріс Баррос та Тайра Бенкс.
13 листопада 2007 року «янголи» Victoria's Secret удостоїлися зірки на Голлівудської «Алеї Слави».
16 червня 2021 року, Victoria's Secret оголосили про створення The VS Collective і фактично розпустили «янголів», змінивши концепцію бренду.
15 жовтня 2024 року, вперше за 6 років (починаючи з 2019), у місті Нью-Йорк відбулось фірмове Fashion Show.
Янголи
| Національність    | Ім'я                    | Співпраця | Перший показ | Покази на доріжках          | Примітки                                                  |
| ----------------- | ----------------------- | --------- | ------------ | --------------------------- | --------------------------------------------------------- |
| США               | Стефані Сеймур          | 1997–2000 | 1990         | 1995–2000                   | Показ 1995 Fashion Show                                   |
| Данія             | Гелена Крістенсен       | 1997–1998 | 1996         | 1996–1997                   |                                                           |
| Нідерланди        | Карен Мюлдер            | 1997–2000 | 1992         | 1998–2000                   |                                                           |
| Чехія             | Даніела Пештова         | 1997–2002 | 1996         | 1998–2001                   |                                                           |
| США               | Тайра Бенкс             | 1997–2005 | 1996         | 1996–2005                   |                                                           |
| Аргентина         | Інес Ріверо             | 1998      | 1998         | 1998–2001                   |                                                           |
| Франція           | Летиція Каста           | 1998–2000 | 1997         | 1997–2000                   |                                                           |
| Німеччина/ США    | Гайді Клум              | 1999–2010 | 1997         | 1997–2009 (господар у 2006) | Покази Fashion Show 2002, 2006—2009                       |
| Бразилія          | Жизель Бюндхен          | 2000–2007 | 1999         | 1999–2006                   |                                                           |
| Бразилія/ Сербія  | Адріана Ліма            | 2000–     | 1999         | 1999–2008, 2010–            |                                                           |
| Бразилія          | Алессандра Амброзіу     | 2004–     | 2000         | 2000–                       | Перша модель, що презентувала лінію одягу Pink: 2004—2006 |
| Чехія             | Кароліна Куркова        | 2005–2008 | 2000         | 2000–2008, 2010             |                                                           |
| Кайманові Острови | Селіта Ібенкс           | 2005–2009 | 2004         | 2005–2010                   |                                                           |
| Бразилія          | Ізабель Гулар           | 2005–2008 | 2004         | 2005–                       |                                                           |
| США               | Маріса Міллер           | 2007–2010 | 2002         | 2007–2009                   |                                                           |
| Австралія         | Міранда Керр            | 2007–2013 | 2005         | 2006–2009, 2011—2012        | Презентувала лінію одягу Pink: 2006—2008                  |
| Нідерланди        | Даутцен Крус            | 2008-     | 2004         | 2005–2006, 2008—2009, 2011– |                                                           |
| Намібія           | Бехаті Прінслу          | 2009–     | 2007         | 2007–                       | Презентувала лінію одягу Pink 2008-                       |
| ПАР               | Кендіс Свейнпол         | 2010–     | 2007         | 2007–                       | Презентувала лінію одягу Pink 2010                        |
| Велика Британія   | Роузі Гантінгтон-Вайтлі | 2010      | 2006         | 2006–2010                   | Презентувала лінію одягу Pink 2006—2007                   |
| США               | Ерін Гезертон           | 2010–2013 | 2008         | 2008–2012                   | Презентувала лінію одягу Pink 2010                        |
| США               | Шанель Іман             | 2010–2012 | 2008         | 2009–                       | Презентувала лінію одягу Pink 2010-                       |
| США               | Лілі Олдрідж            | 2010–     | 2008         | 2009–                       |                                                           |
| США               | Ліндсі Еллінгсон        | 2011–     | 2006         | 2007–                       |                                                           |
| США               | Карлі Клосс             | 2013–     | 2011         | 2011–                       |                                                           |
| Швеція            | Ельза Госк              | 2014–     | 2011         | 2011–                       |                                                           |

## Very Sexy Fantasy Bra
Very Sexy Fantasy Bra — комплект бра з дорогоцінних каменів. Вартість усіх комплектів перевищує 100 млн $. За 14-річну історію існування ні один комплект не був куплений. Fantasy Bra в різний час представляли:
- Клаудія Шиффер (1996) — бра вартістю 1 млн $;
- Тайра Бенкс (1997) — бра вартістю 3 млн $;
- Даніела Пештова (1998) — комплект бра «Dream Angels» вартістю 5 млн $;
- Хайді Клум (1999) — комплект бра «Millennium Bra» вартістю 10 млн $;
- Жизель Бюндхен (2000) — комплект бра «Red Hot» вартістю 15 млн $;
- Хайді Клум (2001) — комплект бра «Heavenly Star» вартістю 12,5 млн $;
- Кароліна Куркова (2002) — комплект бра «Star of Victoria» вартістю 10 млн $;
- Хайді Клум (2003) — комплект бра «Very Sexy» вартістю 11 млн $;
- Тайра Бенкс (2004) — бра вартістю 10 млн $ з 18-каратного білого золота з 2900 діамантами та 70-каратним діамантом;
- Жизель Бюндхен (2005) — бра вартістю 12,5 млн $ з 18-каратного білого золота з 2900 діамантами, 22 рубінами і 101-каратним діамантом;
- Кароліна Куркова (2006) — бра вартістю 6,5 млн $ з 2000 діамантами та 10-каратним діамантом в центрі;
- Селіта Ібенкс (2007) комплект бра вартістю 4,5 млн $, що включає шпильку, підв'язку і браслет;
- Адріана Ліма (2008) — бра вартістю 5 млн $ з чорних і білих діамантів і рубінів;
- Маріса Міллер (2009) — бра вартістю 3 млн $ з чорних діамантів з 16-каратним діамантом.

Цікаві факти
З 11 моделей, що потрапили в рейтинг Forbes як моделі, що отримали найбільші доходи за період з червня 2008 по червень 2009 рік, сім дівчат входили або донині входять в команду «янголів» Victoria's Secret. Серед них:
- Жизель Бюндхен — 25 млн $;
- Хайді Клум — 16 млн $;
- Адріана Ліма — 18 млн $;
- Даутцен Крус — 6 млн $;
- Алессандра Амбросіо — 6 млн $;
- Міранда Керр — 3 млн $;
- Емануель Де Паула — 2,5 млн $.

У комерційному заході Victoria's Secret була використана пісня «Waiting Game» з EP «London» співачки BANKS.